# Campionati del mondo di ciclocross 2005
I Campionati del mondo di ciclocross 2005 (en.: 2005 UCI Cyclo-cross World Championships) si svolsero a Sankt Wendel, in Germania, il 29 e il 30 gennaio.

## Eventi
Sabato 29 gennaio
- Uomini Junior
- Uomini Under-23

Domenica 30 gennaio
- Donne
- Uomini Elite

## Medagliere
| Pos.   | Nazione     | Oro | Argento | Bronzo | Totale |
| ------ | ----------- | --- | ------- | ------ | ------ |
| 1      | Germania    | 1   | 1       | 1      | 3      |
| 1      | Belgio      | 1   | 1       | 1      | 3      |
| 3      | Rep. Ceca   | 1   | 1       | 0      | 2      |
| 4      | Italia      | 1   | 0       | 0      | 1      |
| 5      | Svizzera    | 0   | 1       | 1      | 2      |
| 6      | Paesi Bassi | 0   | 0       | 1      | 1      |
| Totale | Totale      | 4   | 4       | 4      | 12     |

## Podi
| Eventi            | Oro                        | Tempo    | Argento                    | Tempo | Bronzo                       | Tempo |
| Gare maschili     |                            |          |                            |       |                              |       |
| Elite dettagli    | Sven Nys Belgio            | 1h01'34" | Erwin Vervecken Belgio     | a 2"  | Sven Vanthourenhout Belgio   | a 13" |
| Under-23 dettagli | Zdeněk Štybar Rep. Ceca    | 50'12"   | Radomír Šimůnek Rep. Ceca  | a 21" | Simon Zahner Svizzera        | a 25" |
| Junior dettagli   | Davide Malacarne Italia    | 38'52"   | Julien Taramarcaz Svizzera | s.t.  | Christoph Pfingsten Germania | s.t.  |
| Gara femminile    |                            |          |                            |       |                              |       |
| Elite dettagli    | Hanka Kupfernagel Germania | 41'42"   | Sabine Spitz Germania      | a 28" | Mirjam Melchers Paesi Bassi  | a 32" |